# Okšovské duby
Okšovské duby byly chráněný areál v pohoří Považský Inovec v podcelku Nízký Inovec, přibližně dva kilometry západně od vsi Zlatníky. Lokalita leží v katastrálním území obce Zlatníky v okrese Bánovce nad Bebravou v Trenčínském kraji na Slovensku. 
Chráněné území bylo vyhlášeno v roce 1984 a jeho rozloha je 1,53 hektaru. Předmětem ochrany byly jednotlivě i ve skupině rostoucí duby, pozoruhodné vysokým věkem, mohutným vzrůstem a estetickým vzhledem. Chráněné území bylo pro absenci přírodních hodnot 1. ledna 2020 zrušeno.

## Galerie

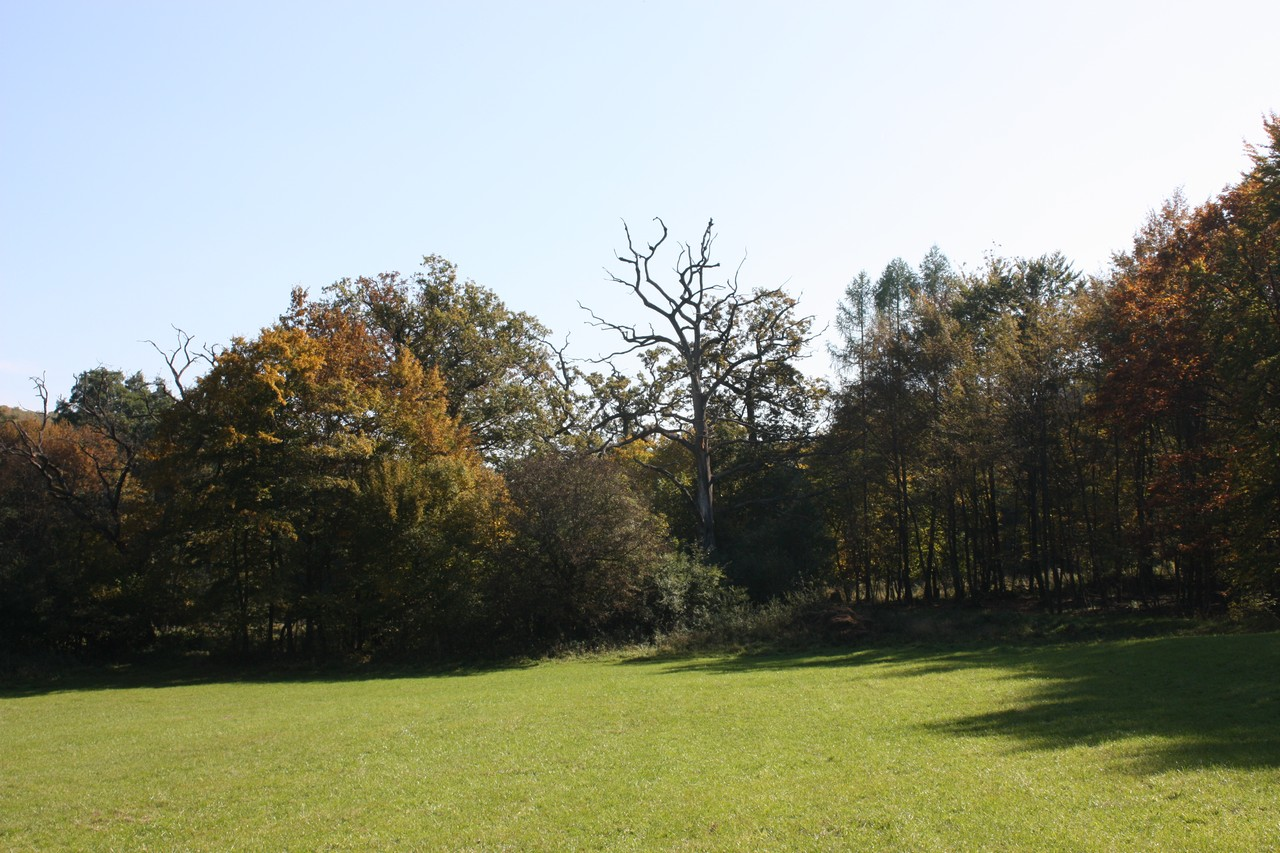
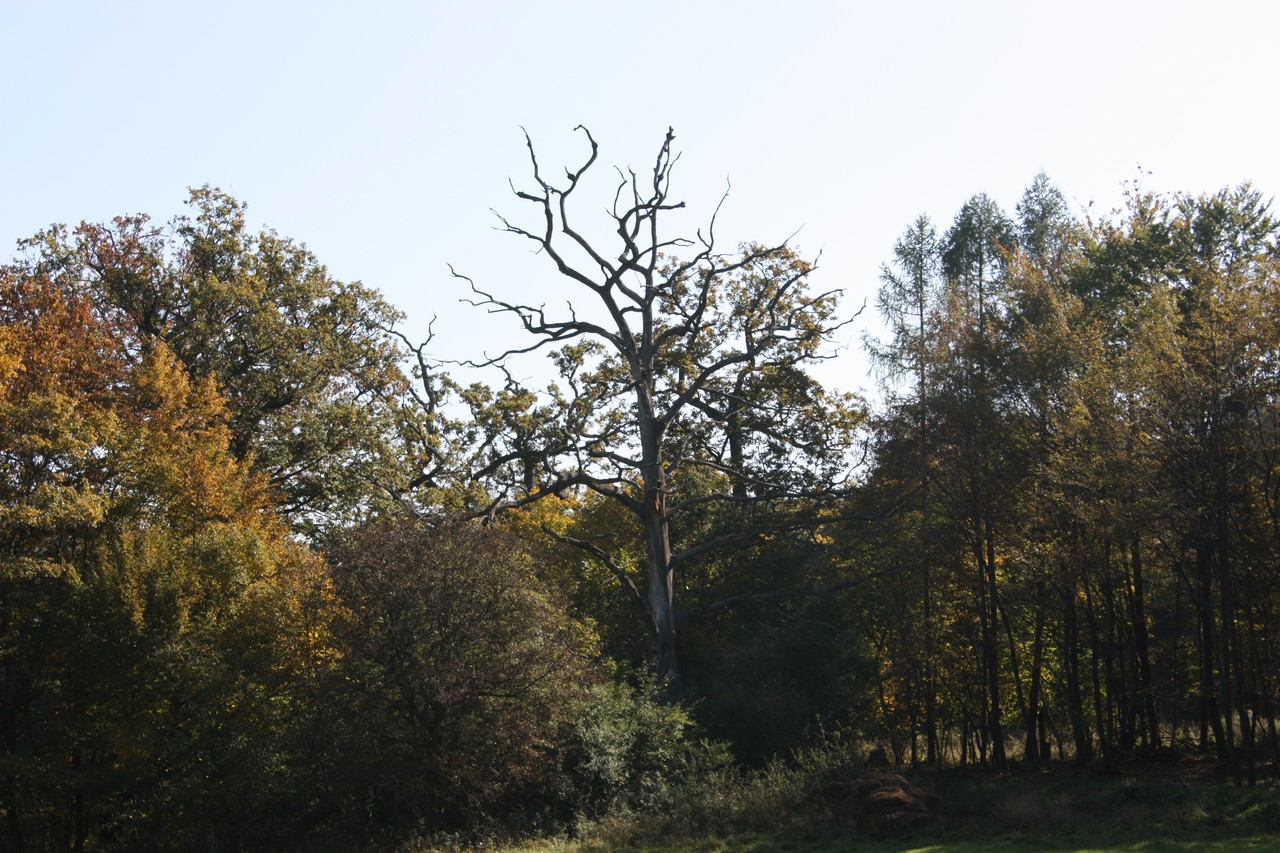
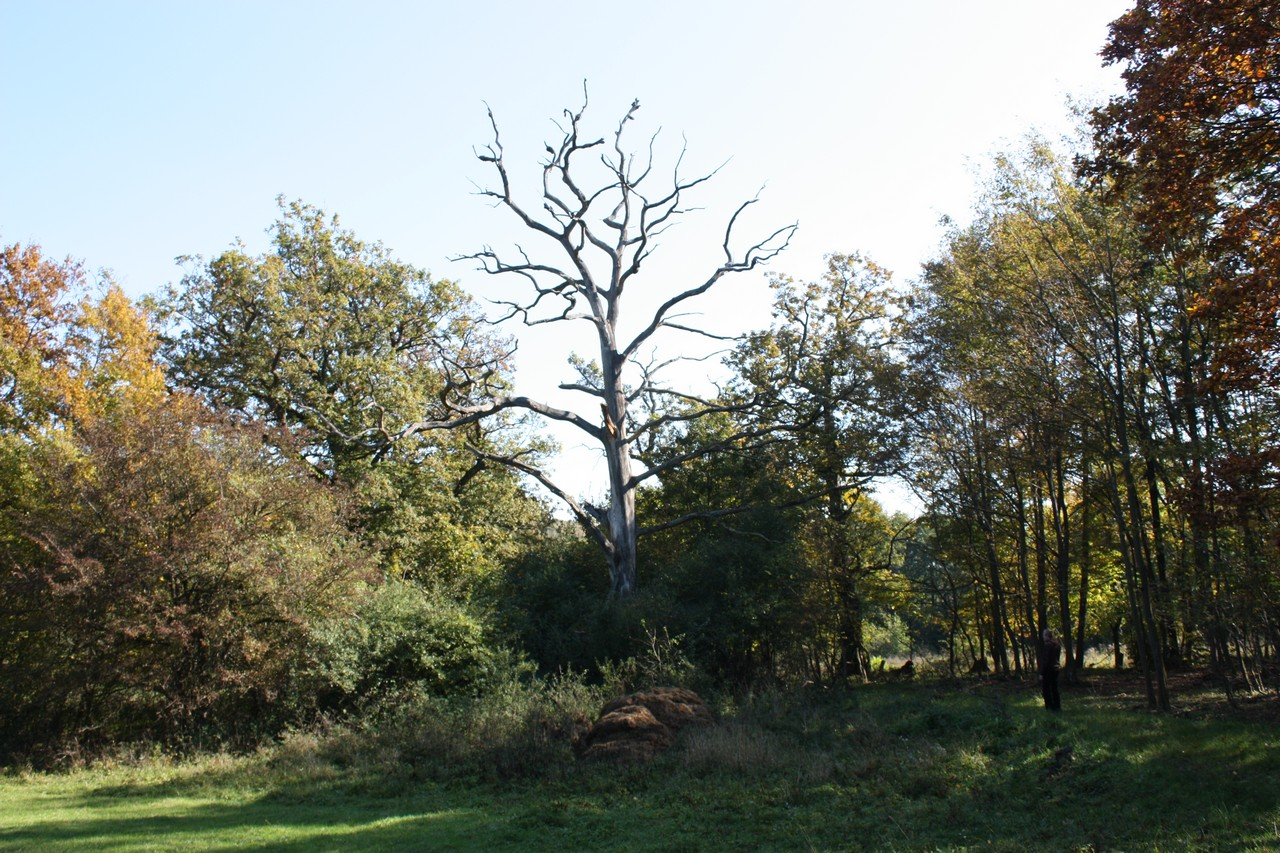
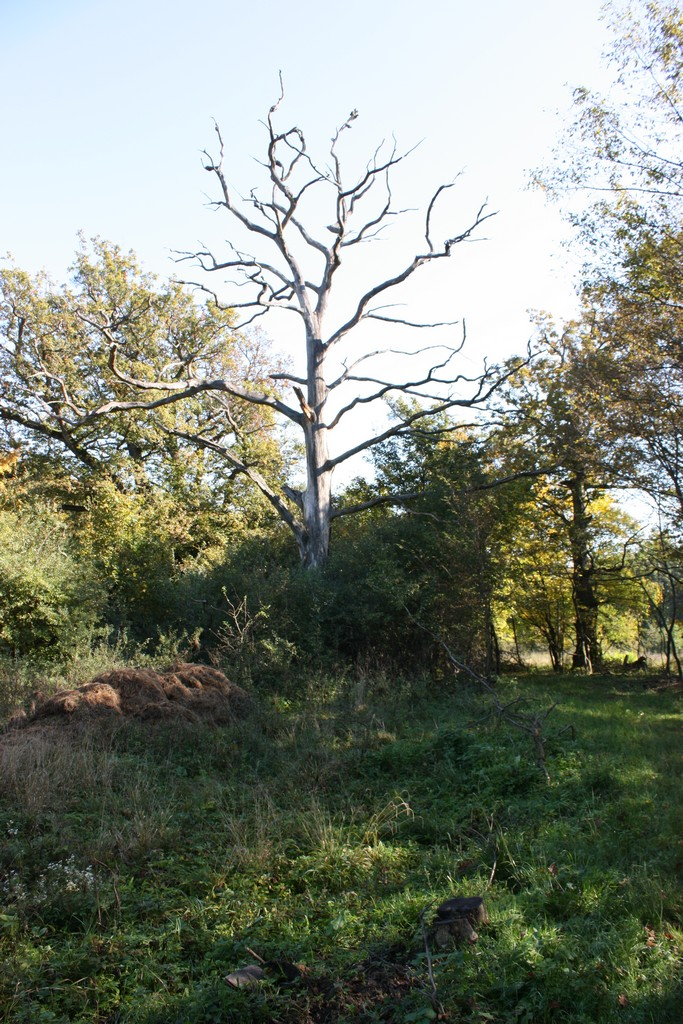
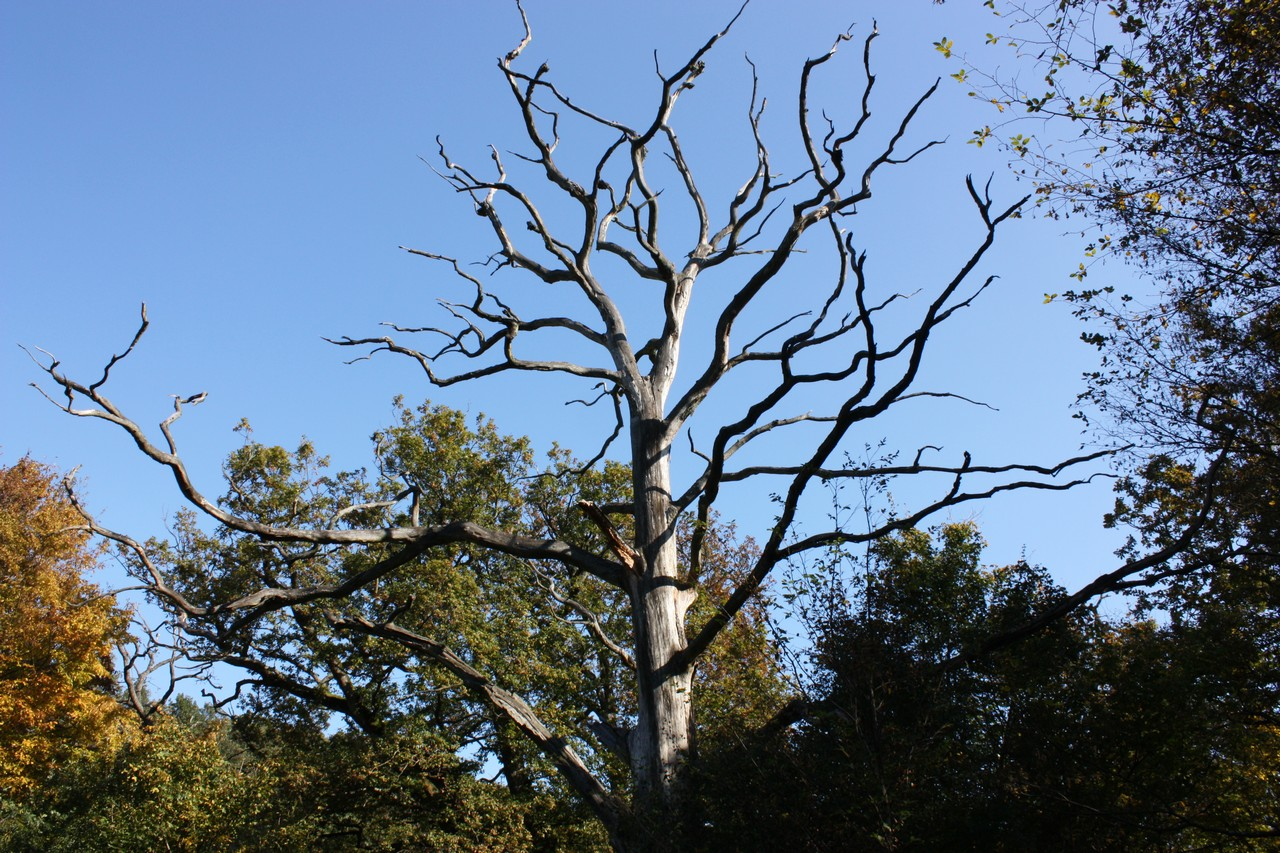
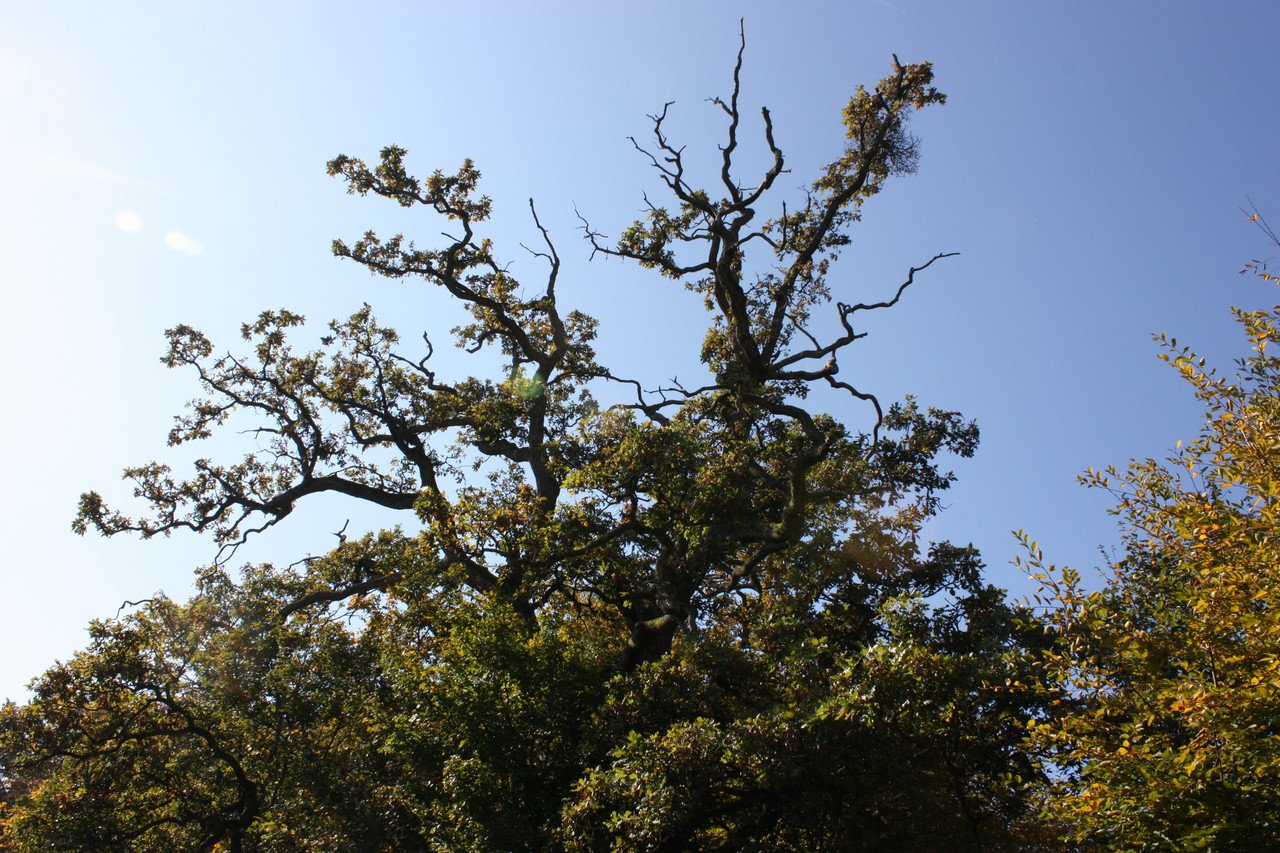
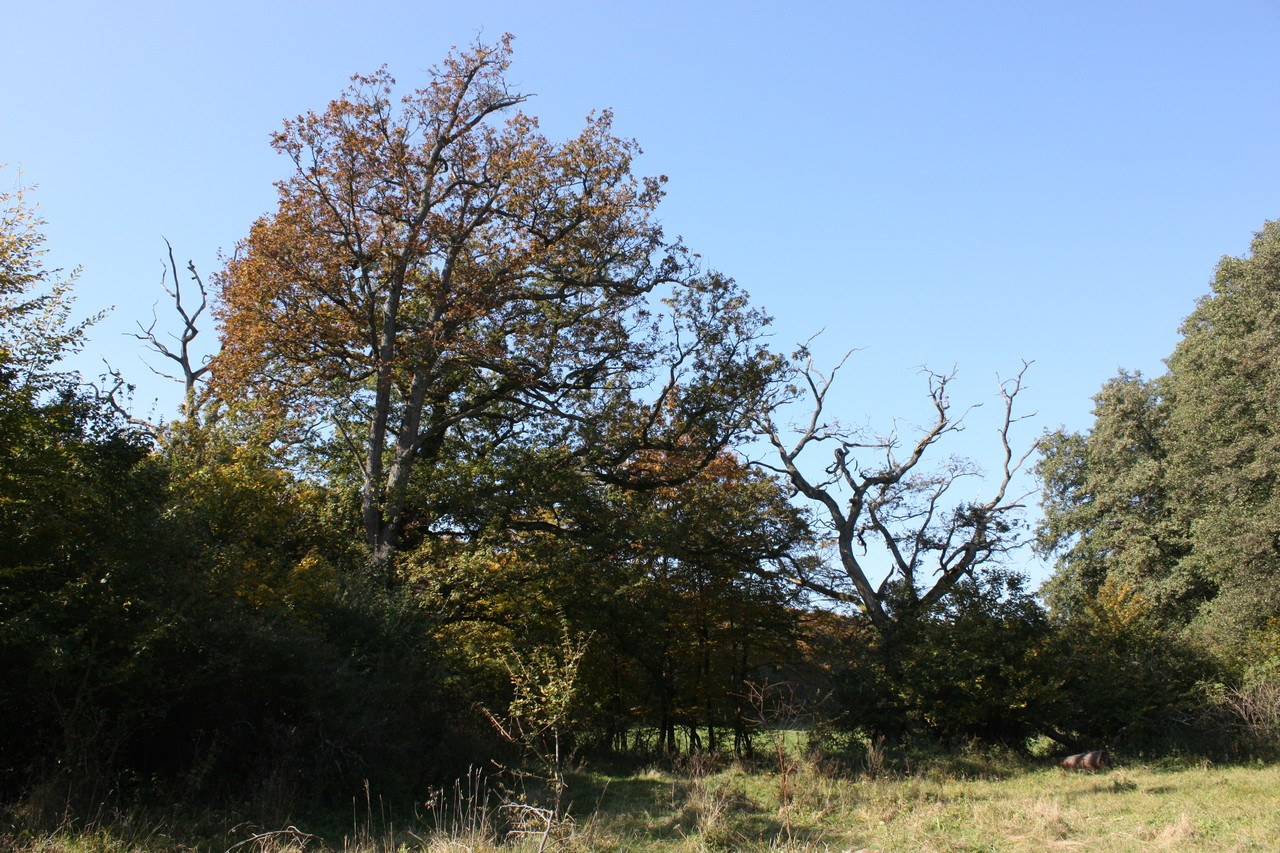
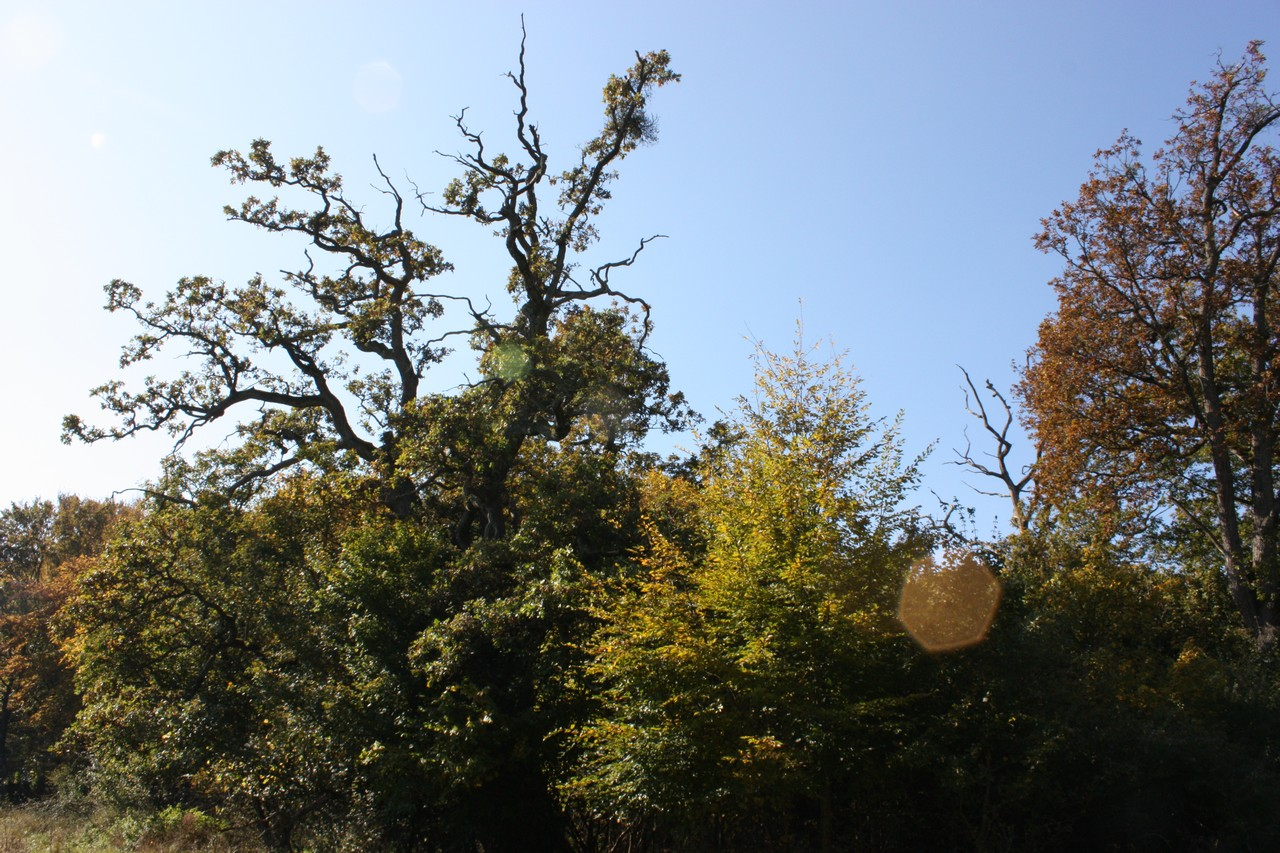
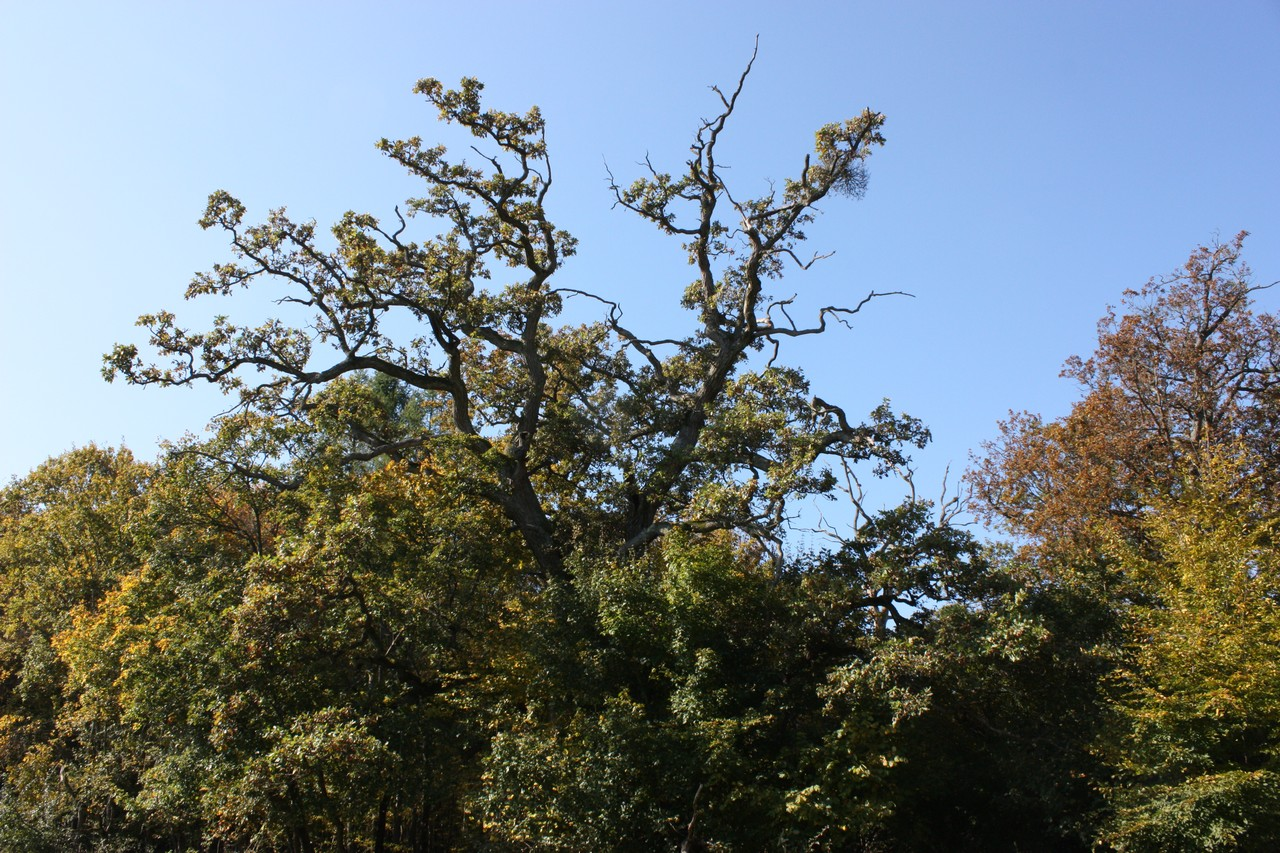
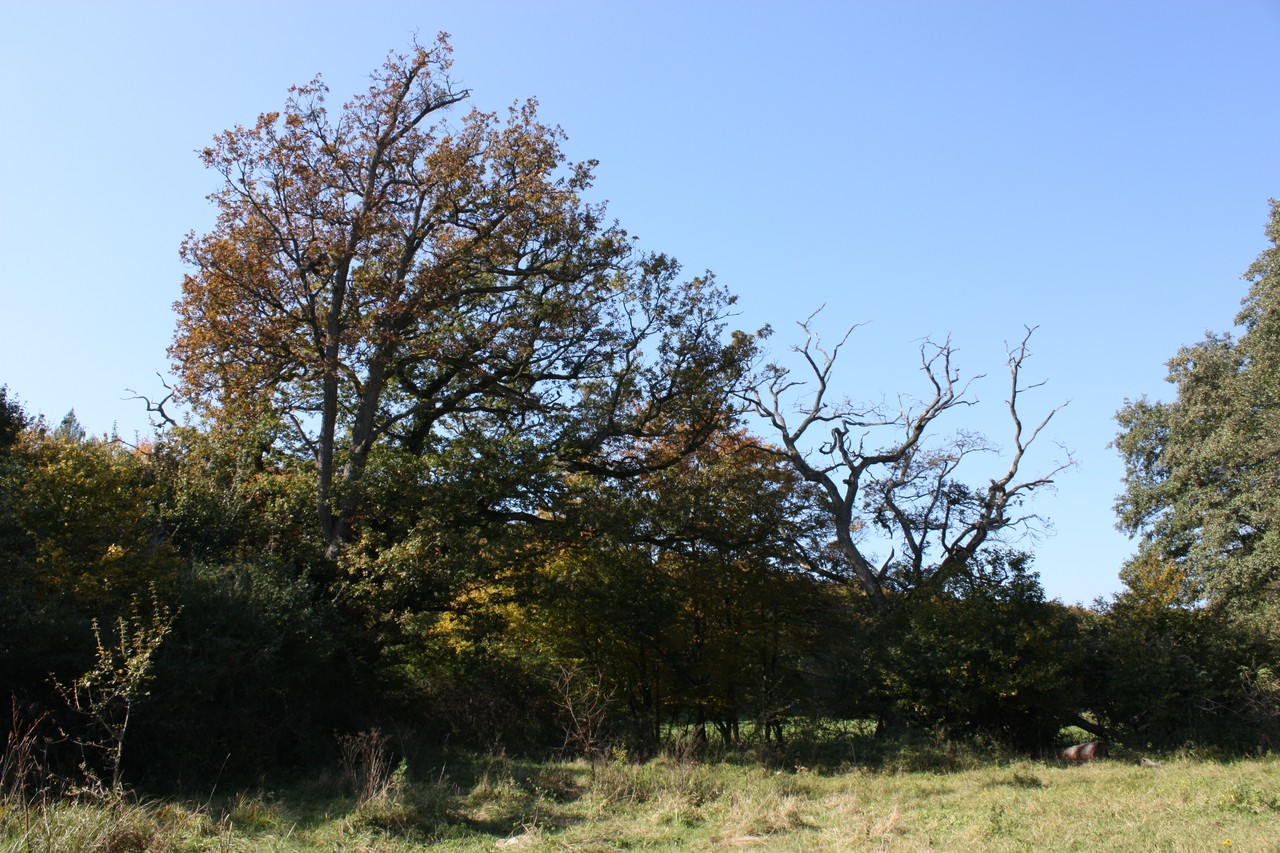
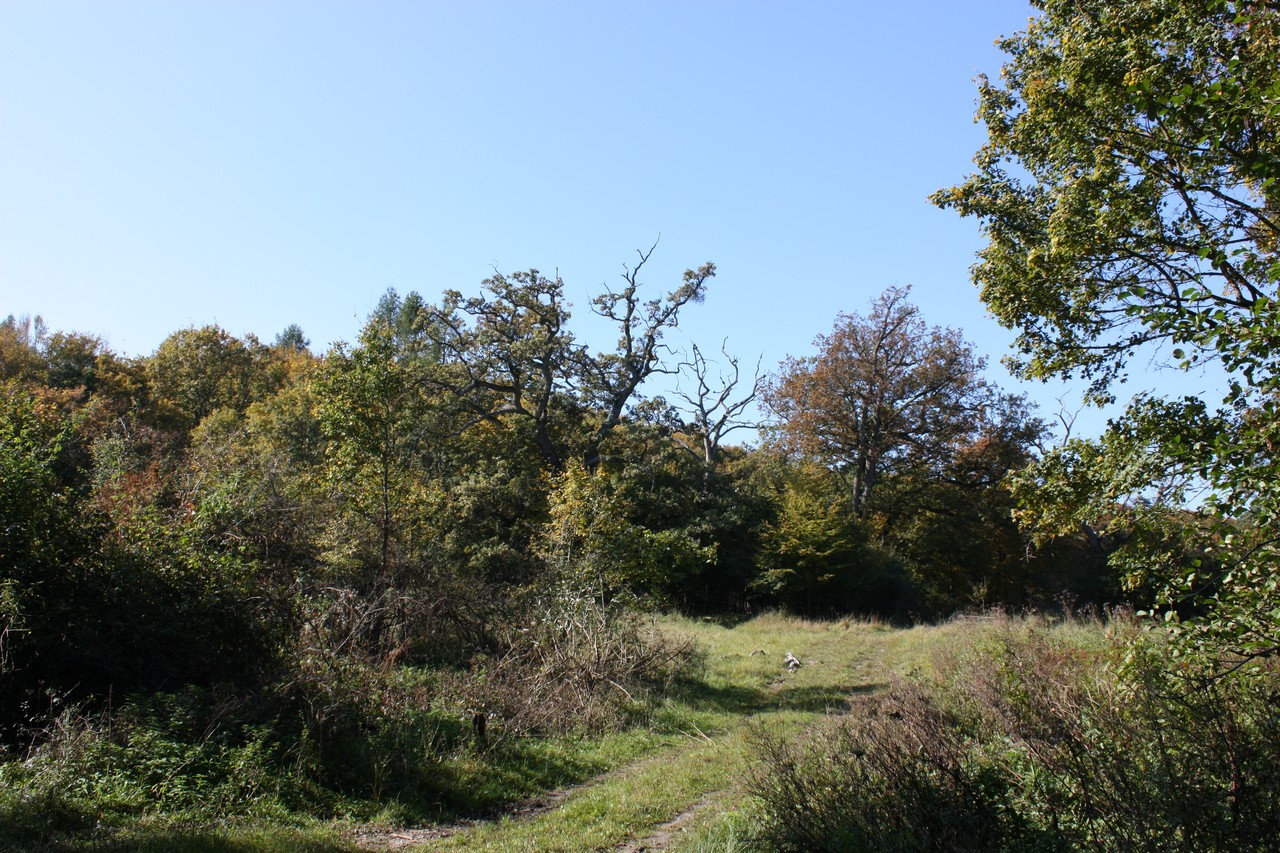